# Episodi de La casa del guardaboschi (sedicesima stagione)
La sedicesima stagione della serie televisiva La casa del guardaboschi è in onda dal 4 febbraio 2005 al 29 aprile 2005 sul canale ZDF.
| nº | Titolo originale      | Titolo italiano | Prima TV Germania | Prima TV in italiano |
| -- | --------------------- | --------------- | ----------------- | -------------------- |
| 1  | Ein freier Hahn       |                 | 4 febbraio 2005   |                      |
| 2  | Störenfriede          |                 | 11 febbraio 2005  |                      |
| 3  | Der Neue              |                 | 18 febbraio 2005  |                      |
| 4  | Süße Düfte            |                 | 25 febbraio 2005  |                      |
| 5  | Hirschstein           |                 | 4 marzo 2005      |                      |
| 6  | Ölfieber in Küblach   |                 | 11 marzo 2005     |                      |
| 7  | Sonnwendfeier         |                 | 18 marzo 2005     |                      |
| 8  | Wo die Liebe hinfällt |                 | 1 aprile 2005     |                      |
| 9  | Unter Verdacht        |                 | 8 aprile 2005     |                      |
| 10 | Beweislast            |                 | 15 aprile 2005    |                      |
| 11 | Erste Liebe           |                 | 22 aprile 2005    |                      |
| 12 | Pantherjagd           |                 | 29 aprile 2005    |                      |